# Sten Björkman
Sten Gillis Björkman, född 19 april 1912 i Karlstad, död 28 februari 1983 i Sundbybergs kommun, var en svensk väg- och vattenbyggnadsingenjör.
Björkman, som var son till byggnadschef Erik Björkman och Olga Knutsen, avlade studentexamen i Karlstad 1930 och utexaminerades från Kungliga Tekniska högskolan 1937. Han var anställd vid Väg- och vattenbyggnadsstyrelsens brobyrå 1937–1939, Malmö stads gatukontor 1939–1942, Nyköpings stads byggnadskontor 1943–1945, Karlskrona stads byggnadskontor 1945–1946, Sundsvalls stads byggnadskontor 1946–1950 och var byggnadschef i Sundbybergs stad från 1950.